# Sainte-Eulalie-d'Eymet
Sainte-Eulalie-d'Eymet är en kommun i departementet Dordogne i regionen Nouvelle-Aquitaine i sydvästra Frankrike. Kommunen ligger i kantonen Eymet som tillhör arrondissementet Bergerac. År 2018 hade Sainte-Eulalie-d'Eymet 84 invånare.

## Befolkningsutveckling
Antalet invånare i kommunen Sainte-Eulalie-d'Eymet
Referens:INSEE